# MSN
Cet article concerne le fournisseur de services Internet. Pour le service de messagerie instantanée anciennement appelé « MSN Messenger », voir Windows Live Messenger. Pour les autres significations, voir MSN (homonymie).
MSN (auparavant The Microsoft Network) est un portail web offrant des sites et services Internet fournis par Microsoft. The Microsoft Network est originellement un service en ligne et fournisseur d'accès à internet commercialisé le 24 août 1995, en même temps que la sortie de Windows 95.
Les services offerts par MSN ont changé dès son lancement en 1995. MSN était au départ un simple service en ligne pour Windows 95, un accès interactif multimédia sur Internet, et l'un des fournisseurs d'accès Internet les plus populaires. À la fin des années 1990, Microsoft utilise le nom de MSN pour d'autres services notamment tels que Hotmail et Microsoft Messenger, avant d'être renommés Windows Live en 2005. En 2009, MSN.com est le 17e nom de domaine le plus visité sur le web. Actuellement, MSN est un portail web d'information.
En juillet 2015 dans le cadre d'un recentrage de ses activités, Microsoft annonce la suppression des 3 applications mobiles MSN.

## Fournisseur d'accès Internet

### MSN Classic
MSN est conceptualisé par une équipe de Microsoft, dirigée par Nathan Myhrvold. MSN était à l'origine un accès à Internet par ligne commutée, comme America Online, pour Windows 95. Plus tard renommé The Microsoft Network, le service est lancé sur Windows 95 le 24 août 1995. MSN faisait partie des installations fournies sur Windows 95. Des aides techniques, des forums de discussion, et autres informations comme la météo et services courriels étaient également fournis par MSN.

### MSN 2.0
En 1996, durant l'émergence grimpante d'Internet, Microsoft renomme son service MSN en MSN Classic et crée une nouvelle version appelée MSN 2.0, qui mélangeait accès à Internet à un contenu multimédia dans un nouveau programme appelé MSN Program Viewer. Le service est mis à disposition uniquement pour les utilisateurs abonnés chez MSN dès le 10 octobre 1996 ; pour tous les internautes, il est mis en ligne le 10 décembre 1996,.
Des publicités pour MSN 2.0 sont diffusées par Microsoft avec pour slogan Every new universe begins with a big bang (« Chaque nouvel univers commence avec un big bang »). La société offre le service MSN 2.0 sur CD-ROM envoyés aux abonnés durant 1996. Lorsqu'il était inséré, le CD-ROM chargeait une vidéo qui contenait une démonstration de ce programme. Dans cette vidéo, un personnage sarcastique du nom de 'Michael' accueillait les visiteurs pour les guider ensuite dans un théâtre, et leur faire faire connaissance avec d'autres personnages qui représentaient chaque nouveau contenu de MSN 2.0 (montrés dans cette vidéo par des chaînes ; channels). Quelques acteurs ont participé à cette vidéo dont l'actrice Anna Faris qui représentait la 'Chaîne 5' décrivant les actualités people qui ciblaient principalement les moins de 18 ans. Pendant l'installation, une musique orientée jazz/pop était jouée en boucle.

### MSN Explorer
MSN Explorer est un logiciel permettant de surfer sur le Web, communiquer avec ses amis, écouter de la musique, gérer ses finances en ligne, etc. 
Il permet d'avoir un accès plus rapide aux options telles que les découvertes, l'écoute de musique et les courses en ligne. Dès la commercialisation du système d'exploitation Windows XP en 2001 (qui incluait Internet Explorer 6.0), un contenu appelé MSN Explorer (MSN 6.0) était offert aux abonnés.

## Portail web MSN

### Débuts
De 1995 à 1998, le domaine MSN.com est utilisé pour faire la publicité du fournisseur à accès Internet MSN. Durant cette période, MSN.com offrait une page d'accueil personnalisée et un tutoriel web. Il était désigné comme page d'accueil par défaut sur Internet Explorer et offrait des informations basiques comme la météo, les sports, des liens vers d'autres sites Internet, des articles rédigés par l'équipe Microsoft et des mises à jour de logiciels, notamment.

### Microsoft Network.com
En 1998, le nom de domaine MSN.com, très peu popularisé à cette date, devient un portail web fournissant chaque service de Microsoft. Le site MSN devient alors le concurrent d'autres sites tels que Yahoo! et Go Network. Les contenus MSN offerts gratuitement, le fournisseur d'accès à Internet est alors renommé MSN Internet Access.
Le 5 novembre 2009, MSN diffuse une vidéo de sa nouvelle page d'accueil et de son nouveau logo. À l'origine, le site s'attendait à atteindre les 100 millions d'utilisateurs américains au début de 2010,.

### Windows Live
Les plupart des services MSN sont éclatés en 2005 et 2006.
Sous un nouveau nom, Windows Live, Microsoft espère apporter une nouvelle visibilité à ses offres en ligne usant du nom de Windows. Les services sont, pour l'essentiel, simplement renommés : MSN Hotmail devient Windows Live Hotmail, MSN Messenger devient Windows Live Messenger, MSN Spaces devient Windows Live Spaces, MSN Alerts devient Windows Live Alerts et MSN Groups devient Windows Live Groups.
MSN Search est entièrement refondé et devient désormais Bing, auquel est adjoint Bing Maps, anciennement MSN Virtual Earth.
À la suite du lancement de Windows Live, la branche MSN prend une tournure différente. MSN est désormais un portail d'accès en ligne d'informations, de divertissements et autres sujets connexes, sous le portail Web MSN.com.

### Msn.com
Le nouveau MSN se présente comme une plateforme interactive, donnant à terme un accès facilité à l'ensemble des produits de Microsoft, comme Outlook.com, Skype, la suite Office en ligne et le service de stockage dématérialisé OneDrive. Facebook et Twitter sont quant à eux intégrés à l'ensemble du site afin de pouvoir communiquer et échanger des informations à tout moment par le biais des réseaux sociaux.
MSN se divise désormais en dix univers (actualités, sport, finance, lifestyle, cuisine et vins, divertissement, santé et forme, etc.). En vrac, les internautes peuvent y retrouver aussi bien les derniers résultats sportifs que des avis portant sur plus de 1,5 million de bouteilles de vin, 300.000 recettes de cuisine illustrées, mais aussi les horaires d'un vol, la météo des jours à venir ou encore les derniers cours de la bourse. Il est possible de configurer l'ensemble de ces services afin d'avoir toujours accès à tout moment ses rubriques favorites.
En mai 2020, 80 journalistes des rédactions américaines et britanniques de MSN ont été licenciés au profit d'une intelligence artificielle.

### Identité visuelle (logo)

Logo de MSN de 2000 à 2010
Logo de MSN du 29 décembre 2009 au 30 septembre 2014
Logo de MSN du 30 septembre 2014 à novembre 2024
Logo de MSN depuis novembre 2024

### Sources primaires (MSN)
1. ↑  (en) « New Web-Based Version of The Microsoft Network Debuts - October 10, 1996 », sur Microsoft.com, 10 octobre 1996 (consulté le 1er mai 2012)
2. ↑  (en) « Microsoft Announces General Availability of The Microsoft Network - December 10, 1996 », sur Microsoft.com (consulté le 1er mai 2012)
3. ↑  (en) « Hotmail, Messenger, nieuws en entertainment vind je op MSN.nl », sur Msn.com, 31 décembre 1999 (consulté le 1er mai 2012)
4. ↑  (en) « Microsoft Announces New Logo and Site Design », sur Microsoft.com, 3 novembre 2009 (consulté le 1er mai 2012)
5. ↑  (en) « MSN.com Preview » [archive du 6 septembre 2012], sur Neowin.net (consulté le 1er mai 2012)
6. ↑  (en) « msn.com », sur msn.com, 31 décembre 1999 (consulté le 1er mai 2012)
7. ↑  « Msn », sur Msn, 2102014 (consulté le 2102014)